# Roscoe Holcomb
Roscoe Holcomb, (né Roscoe Halcomb le 5 septembre 1911 à Daisy dans l'état du Kentucky et mort le 25 février 1981) était un chanteur américain, joueur de banjo et guitariste.  Il est une figure essentielle du folk des Appalaches. Son répertoire était constitué de chants traditionnels et de blues. Joueur d'harmonica et de violon il chantait souvent  a cappella.
Holcomb chantait souvent en falsetto suivant en cela la tradition vocale des chants baptistes. Il a influencé  Bob Dylan, les Stanley Brothers et Eric Clapton qui nommait Holcomb comme son chanteur country préféré.

## Biographie
Holcomb fut mineur ou fermier presque toute sa vie durant. C'est seulement en 1958 qu'il enregistre un disque pour la première fois ce qui lance sa carrière de musicien professionnel. Il connaît le succès grâce au folk revival des années 1960.  Holcomb joue pour la dernière fois en  1978. Souffrant d'asthme et d'un emphysème à cause de son travail dans les mines de charbon, il meurt en 1981 à l'âge de 68 ans.
Holcomb est enterré au cimetière Arch Halcomb à Leatherwood dans le Kentucky. Sa tombe porte son nom de naissance Halcomb et non Holcomb .

## Discographie
- Mountain Music of Kentucky, Folkways Records, 1960
- The Music of Roscoe Holcomb and Wade Ward, Folkways Records, 1962
- Friends of Old Time Music, Folkways Records, 1964
- The High Lonesome Sound, Folkways Records, 1965
- Close to Home, Folkways Records, 1975
- There is No Eye: Music for Photographs, Smithsonian Folkways, 2001
- Classic Mountain Songs from Smithsonian Folkways, Smithsonian Folkways, 2002
- Classic Old-Time Music from Smithsonian Folkways, Smithsonian Folkways, 2003
- Classic Blues from Smithsonian Folkways, Vol. 2, Smithsonian Folkways, 2003
- An Untamed Sense of Control, Smithsonian Folkways, 2003
- Back Roads to Cold Mountain, Smithsonian Folkways, 2004